# Olga Kolkova
Olga Aleksejevna Kolkova  (ukrajinsko Ольга Алексеевна Колкова), ukrajinska veslačica, * 29. maj 1955.
Kolkova je bila članica sovjetskega osmerca na Poletnih olimpijskih igrah 1976 v Montrealu. Čoln je tam osvojil srebrno medaljo. 